# Ian Fleming
Ian Lancaster Fleming (28 tháng 5 năm 1908 – 12 tháng 8 năm 1964) là một nhà báo, nhà văn Anh, đồng thời là một chỉ huy hải quân trong Chiến tranh thế giới thứ hai. Fleming được biết đến nhiều nhất nhờ nhân vật James Bond của ông có mặt trong 12 tiểu thuyết và 9 truyện ngắn. Fleming còn viết truyện dành cho trẻ em Chitty Chitty Bang Bang và hai cuốn truyện văn xuôi không thuộc thể loại viễn tưởng.

## Tiểu sử
Ian Fleming sinh ra tại Mayfair, Luân Đôn. Cha ông, Valentine Fleming là một nghị sĩ nghị viện, mẹ Ian Fleming là bà Evelyn Ste Croix Fleming (có họ trước khi lấy chồng là Rose). Ông có anh trai Peter Fleming và hai em trai Michael và Richard Fleming (1910–77). Ông còn có một cô em cùng cha khác mẹ Amaryllis Fleming. Ông là cháu của nhà tài chính Scotland Robert Fleming, người đã sáng lập ra Quỹ đầu tư Mỹ-Scotland (Scottish American Investment Trust) và ngân hàng thương mại Robert Fleming & Co. (từ năm 2000 là một phần của JP Morgan Chase). Ông là cậu của diễn viên Christopher Lee và nữ diễn viên Dame Celia Johnson là chị dâu của ông (vợ của ông anh Peter).
Fleming học tại Trường Durnford ở Dorset, Cao đẳng Elton và Học viện Hải quân Hoàng gia Sandhurst. Ông nhận thấy Sandhurst không thích hợp và sau khi sớm rời bỏ trường này, mẹ cậu ông đưa gửi cậu đến học ngôn ngữ tại châu Âu lục địa. Thoạt đầu cậu học ở một cơ sở tư nhân nhỏ ở Kitzbühel, Áo, quản lý bởi tông đồ thuộc Adler Ernan Forbes Dennis và bà vợ Mỹ của ông, tiểu thuyết gia Phyllis Bottome, để nâng cao tiếng Đức và chuẩn bị cho cậu thi vào Foreign Office, sau đó vào Đại học München và cuối cùng là vào Đại học Genève để nâng cao tiếng Pháp. Đơn xin vào Foreign Office không được chấp nhận và cuối cùng ông đã làm một sub-editor và phóng viên cho phòng tin tức của Reuters, bao gồm cả thời gian năm 1933 ở Moskva, và sau đó làm một nhà môi giới chứng khoán với Rowe và Pitman ở Bishopsgate. Ông là một thành viên của Boodle's, the gentleman's club ở St. James's Street từ năm 1944 đến khi mất năm 1964.
Lễ hôn ở Jamaica năm 1952 của ông và Anne Charteris, con gái của Lord Wemyss và người vợ cũ của Tử tước Rothermere được nhà viết kịch Noel Coward là bạn ông chứng kiến.

## Tác phẩm

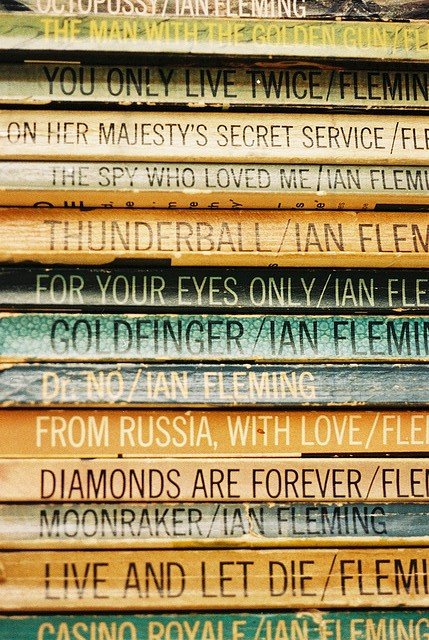
14 bìa sách

### Tiểu thuyết
Loạt truyện James Bond
| Nr  | Tên                                | Năm  | Thứ tự phát hành phim                                                        | Chú thích |
| --- | ---------------------------------- | ---- | ---------------------------------------------------------------------------- | --------- |
| 1.  | Casino Royale                      | 1953 | 21 (hoặc đứng thứ 5 nếu tính đến sự lừa gạt của hãng phim Columbia Pictures) | (1)       |
| 2.  | Live and Let Die                   | 1954 | 8                                                                            |           |
| 3.  | Moonraker                          | 1955 | 11                                                                           | (2)       |
| 4.  | Diamonds Are Forever               | 1956 | 7                                                                            |           |
| 5.  | From Russia, with Love             | 1957 | 2                                                                            |           |
| 6.  | Dr. No                             | 1958 | 1                                                                            |           |
| 7.  | Goldfinger                         | 1959 | 3                                                                            |           |
| 8.  | For Your Eyes Only                 | 1960 | 12, 14-A View to a Kill, 22-Quantum of Solace (Title Only)                   | (3,8)     |
| 9.  | Thunderball                        | 1961 | 4                                                                            | (4)       |
| 10. | The Spy Who Loved Me               | 1962 | 10 (Title Only)                                                              | (5)       |
| 11. | On Her Majesty's Secret Service    | 1963 | 6                                                                            |           |
| 12. | You Only Live Twice                | 1964 | 5                                                                            |           |
| 13. | The Man with the Golden Gun        | 1965 | 9                                                                            | (6)       |
| 14. | Octopussy and The Living Daylights | 1966 | 13 & 15                                                                      | (7,8)     |

Chú thích
(1) Bản sách xuất bản ở Mỹ lần đầu của Casino Royale được đặt lại tên là You Asked for It.

(2) Bản sách xuất bản ở Mỹ lần đầu của Moonraker was retitled Too Hot to Handle.

(3) Tuyện tập truyện ngắn: (i) "From a View to a Kill," (ii) "For Your Eyes Only," (iii) "Risico," (iv) "Quantum of Solace", and (v) "The Hildebrand Rarity."

(4) Chủ đề một cuộc chiến pháp lý trên ảnh hưởng của truyện dẫn đến cốt truyện của sách cũng bị ảnh hưởng đến Kevin McClory và Jack Whittingham; xem the controversy over Thunderball

(5) Fleming là đồng tác giả của "Vivienne Michel", nhân vật nữ anh hùng hư cấu của truyện; Fleming từ chối không cho phép bản giấy được xuất bản tại Anh nhưng một trong số chúng đã được xuất bản sau khi ông chết. Sự thỏa thuận với Albert R. Broccoli và
efused to allow a paperback edition to be published in the UK, but one was eventually published after his death. His agreement with Albert R. Broccoli and Harry Saltzman only allowed the use of the title for a movie.

(6) For years, it has been alleged that William Plomer, and/or others, completed this novel as Fleming died before a finished manuscript was created. Many Fleming biographers dispute this; see the controversy over The Man With The Golden Gun.

(7) Posthumously compiled short story collection. Originally published with two stories: (i) "Octopussy" and (ii) "The Living Daylights". The 1967 paperback edition's title was shortened to Octopussy and a third story, "The Property of a Lady", increased its page count. In the 1990s, the collection's longer, original title was restored, and with the 2002 edition, the story, "007 in New York" (originally published in some editions of Thrilling Cities (see below) was added.
(8) In 2008, a collection entitled "Quantum of Solace" was released including the contents of "For Your Eyes Only" and "Octopussy and The Living Daylights" (all stories from the 2002 edition).